# Burggrafen von Kirchberg

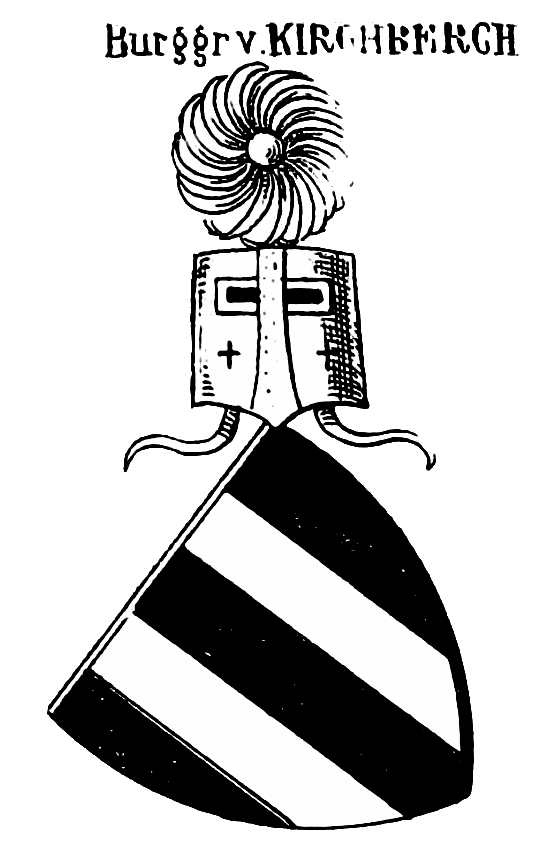
Stammwappen der Burggrafen von Kirchberg nach dem Siegel von 1351

Die Burggrafen von Kirchberg waren ein deutsches Adelsgeschlecht in Thüringen.

## Geschichte

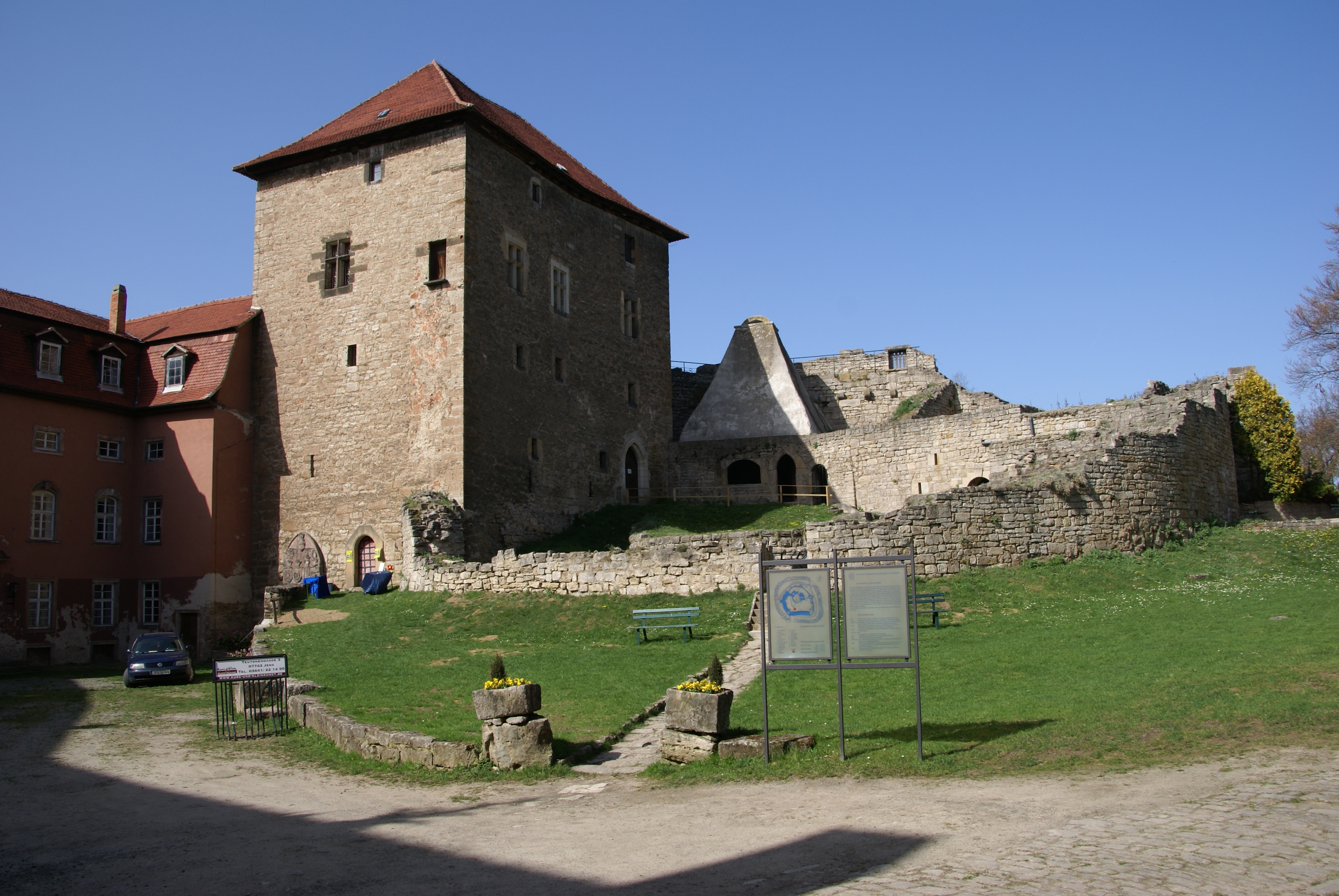
Kemenate der Wasserburg Kapellendorf aus dem 14. Jh.

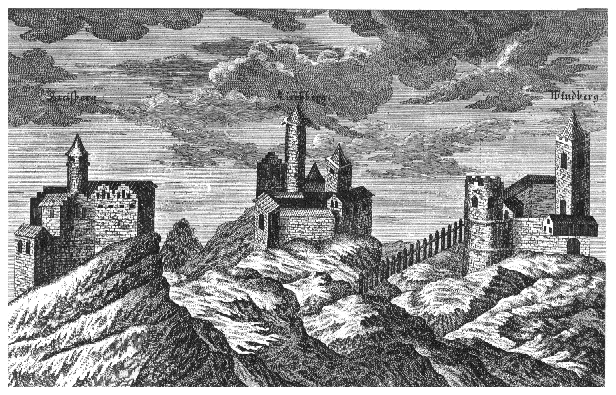
Die drei Kirchberg'schen Burgen auf dem Hausberg bei Jena: Greifberg – Kirchberg – Windberg

Die ursprünglichen Grafen von Kapellendorf mit Stammsitz in Kapellendorf bei Apolda wurden kurz vor 1149 von König Konrad III. zu Reichsministerialen erhoben und mit der Burggrafschaft Kirchberg bei Jena belehnt. Namensgebend ist die Burg Kirchberg auf dem Hausberg bei Jena. Sie war zuvor Kaiserpfalz und später Zentrum eines Burgwardbezirks, aus welchem die Burggrafschaft Kirchberg hervorging. Dazu gehörten auch die beiden auf dem Hausberg benachbarten Burgen Greifberg und Windberg.
In den folgenden Jahrzehnten entwickelten sich die Kirchberger zu einer der einflussreichsten Adelsfamilien im östlichen Thüringen. Im Jahr 1235 gründeten sie das Zisterzienserinnenkloster Kapellendorf und wählten es als ihre Erbbegräbnisstätte.
Der Niedergang der Burggrafen von Kirchberg setzte schon Anfang des 14. Jahrhunderts mit der Zerstörung ihrer drei Burgen auf dem Hausberg bei Jena (1304) ein. Im Jahr 1304 gerieten die Kirchberger in eine Fehde mit der Stadt Erfurt und den Wettinern, in deren Ergebnis drei der vier Burganlagen auf dem Hausberg erobert und fast vollständig zerstört wurden. In den folgenden Jahrzehnten mussten die Kirchberger nahezu ihren ganzen Besitz abtreten. 1345 bis 1358 verloren sie ihre Burgen auf dem Hausberg an die Wettiner. 1348 musste Burggraf Hartmann von Kirchberg sogar den Stammsitz, die Wasserburg Kapellendorf, aus Finanznöten an die Stadt Erfurt verkaufen.
"Die Brüder Albert und Hartung und die Brüder Otto und Albert, ihre Vettern, sämtlich Burggrafen von Kirchberg b. Jena bekennen 1356, daß sie dem Abte und der "Sammlung" des Klosters in Pforta 3 Höfe im Dorfe "zu dem Rode" -- (es ist...Freiroda gemeint) -- und 1 Hufe in dem Flur dieses Dorfes mit allen Rechten und Nutzungen, auch mit den Gerichten über Hals und Hand für ihr und ihrer Vorfahren und Nachkommen Seelenheil überlassen und für immer zugeeignet hätten."
Jedoch gewann die Familie um 1380 im weiter westlich gelegenen Kranichfeld und Farnroda neuen Besitz und war dort noch mehrere Jahrhunderte ansässig. Durch die Heirat Albrechts III. von Kirchberg mit Margareta, der Erbin von Kranichfeld, kam Kranichfeld in den Besitz der Familie und wurde Hauptsitz der Burggrafen von Kirchberg-Kranichfeld. Mitte des 15. Jahrhunderts erfolgte der Verkauf von Schloss und Herrschaft Ober-Kranichfeld 1453 an das Haus Reuß, in das eine Tochter aus dem Hause Kirchberg eingeheiratet hatte. Die Unterherrschaft (Nieder-Kranichfeld) hingegen kam 1455 an die Grafen von Gleichen-Blankenhain.
1714 erwarben die Burggrafen von Kirchberg durch Heirat mit einer Gräfin von Manderscheid-Blankenheim die Reichsgrafschaft Sayn-Hachenburg und residierten bis 1799 auf Schloss Hachenburg im Westerwald.

## Mitglieder des Geschlechts
- Christian von Kirchberg (1726–1772), Richter am Reichskammergericht
- Hartmann II. von Kirchberg (* um 1466; † 1. April 1529), 1513 bis 1521/29 Fürstabt von Fulda
- Konrad von Kirchberg (gest. 1375), genannt "von Wallhausen", Kanzler (Protonotar) der Markgrafen von Meißen. Später bekleidete er hohe geistliche Würden und starb 1375 als Bischof von Meißen[5].
- Heinrich von Kirchberg (um 1225/1233-nach 1282), Jurist

## Burgen und Besitzungen
- Stammsitz Wasserburg Kapellendorf mit Umland (14 Dörfer), ab 12. Jh.
- Burg Greifberg, Burg Kirchberg und Burg Wintberg auf dem Hausberg bei Jena, ab 1149
- Burg Hainichen (nicht erhalten) mit drei Dörfern (12. Jh. bis 1355)
- Wasserburg Lehesten mit drei Dörfern
- Herrschaft Farnroda und Schloss Farnroda mit vier Dörfern und vier Höfen (Mitte des 15. Jahrhunderts bis 1799)
- Burg Altenberga (1418 bis 1445)
- Oberschloss Kranichfeld und Niederburg Kranichfeld (1380 bis 1453/55)
- Grafschaft Sayn-Hachenburg mit den Kirchspielen Birnbach, Flammersfeld, Hamm und Schöneberg sowie dem Bann Maxsain und einem Anteil am Grund Seel- und Burbach

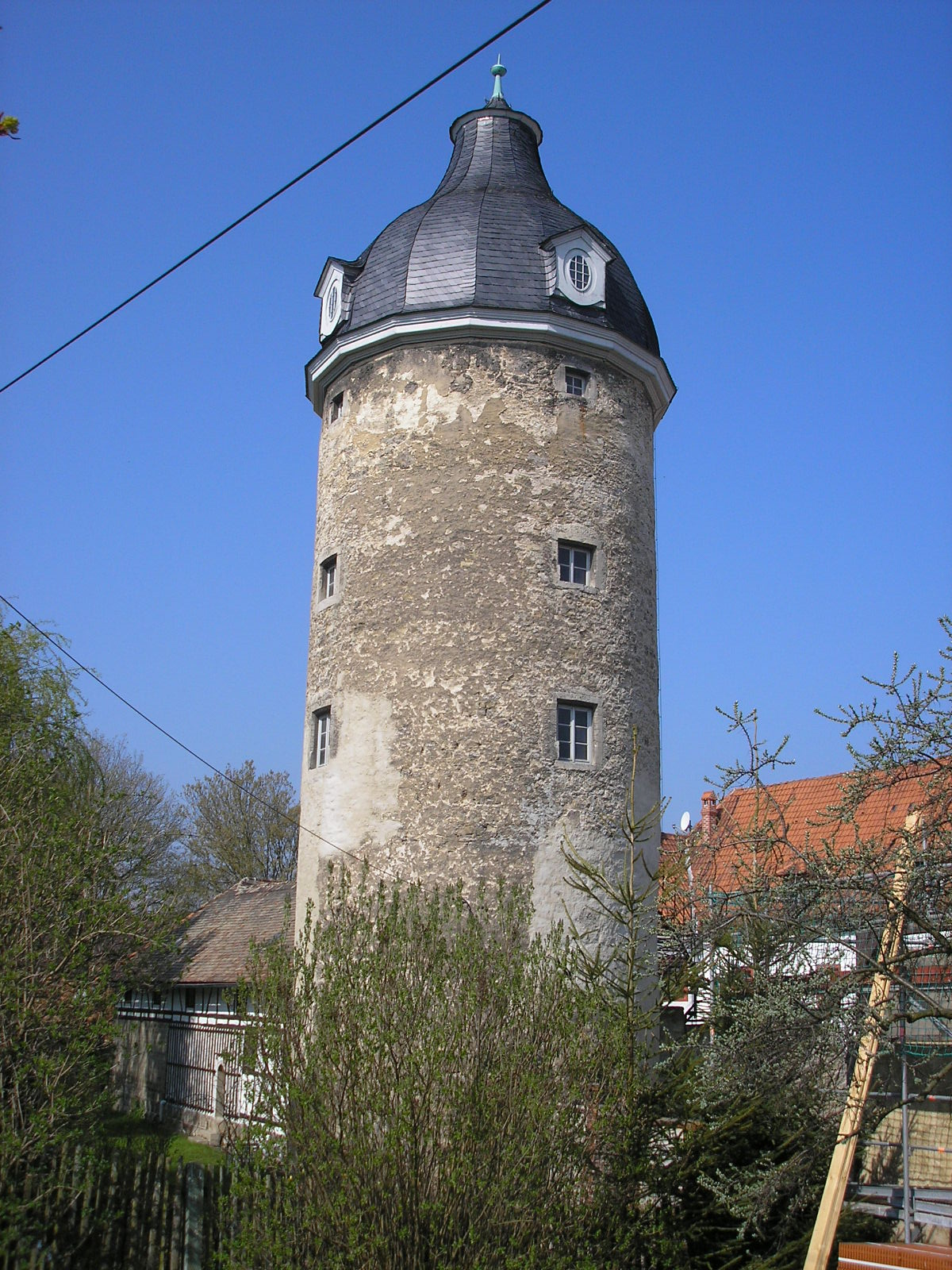
Wasserburg Lehesten
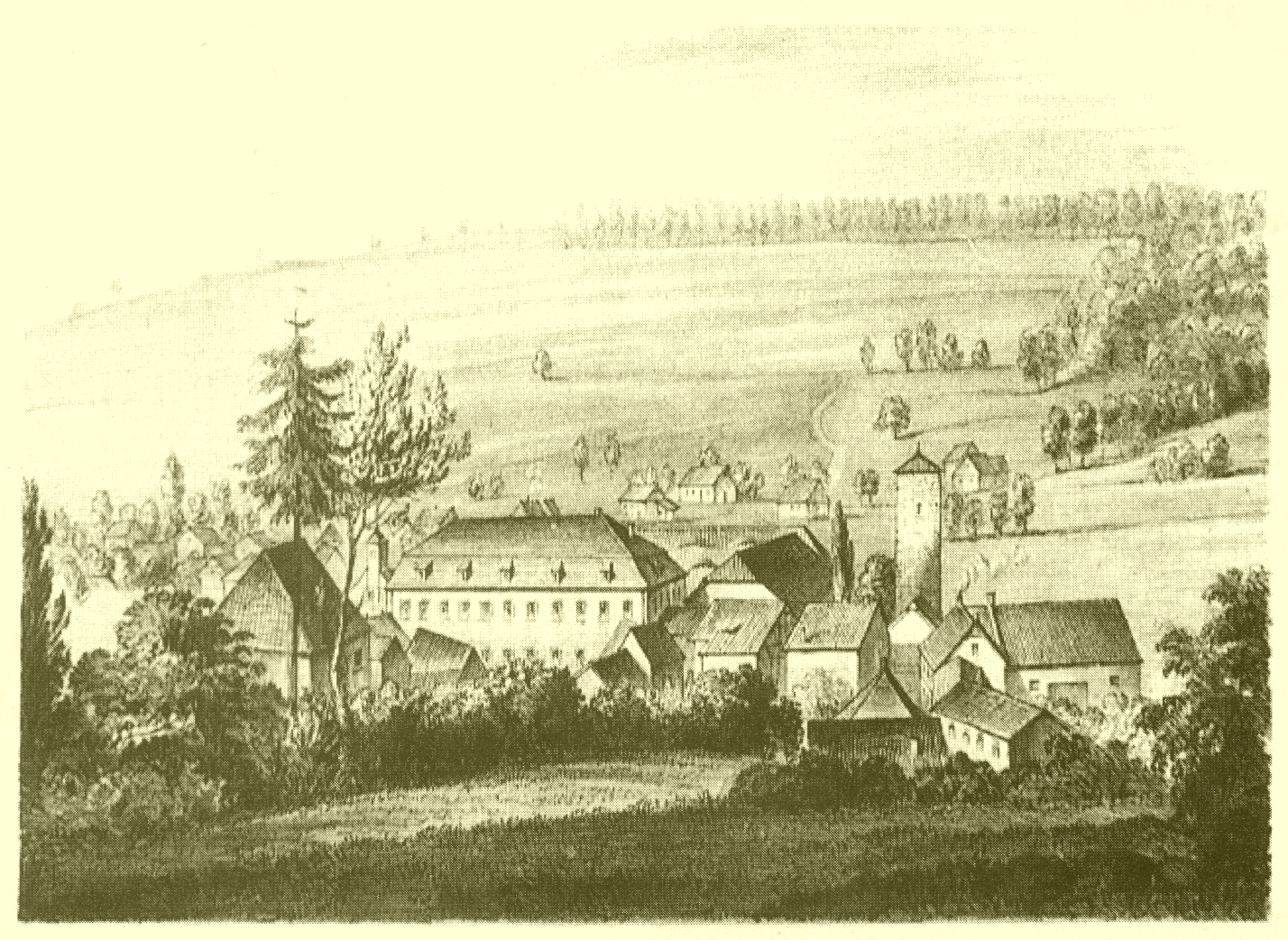
Schloss Farnroda
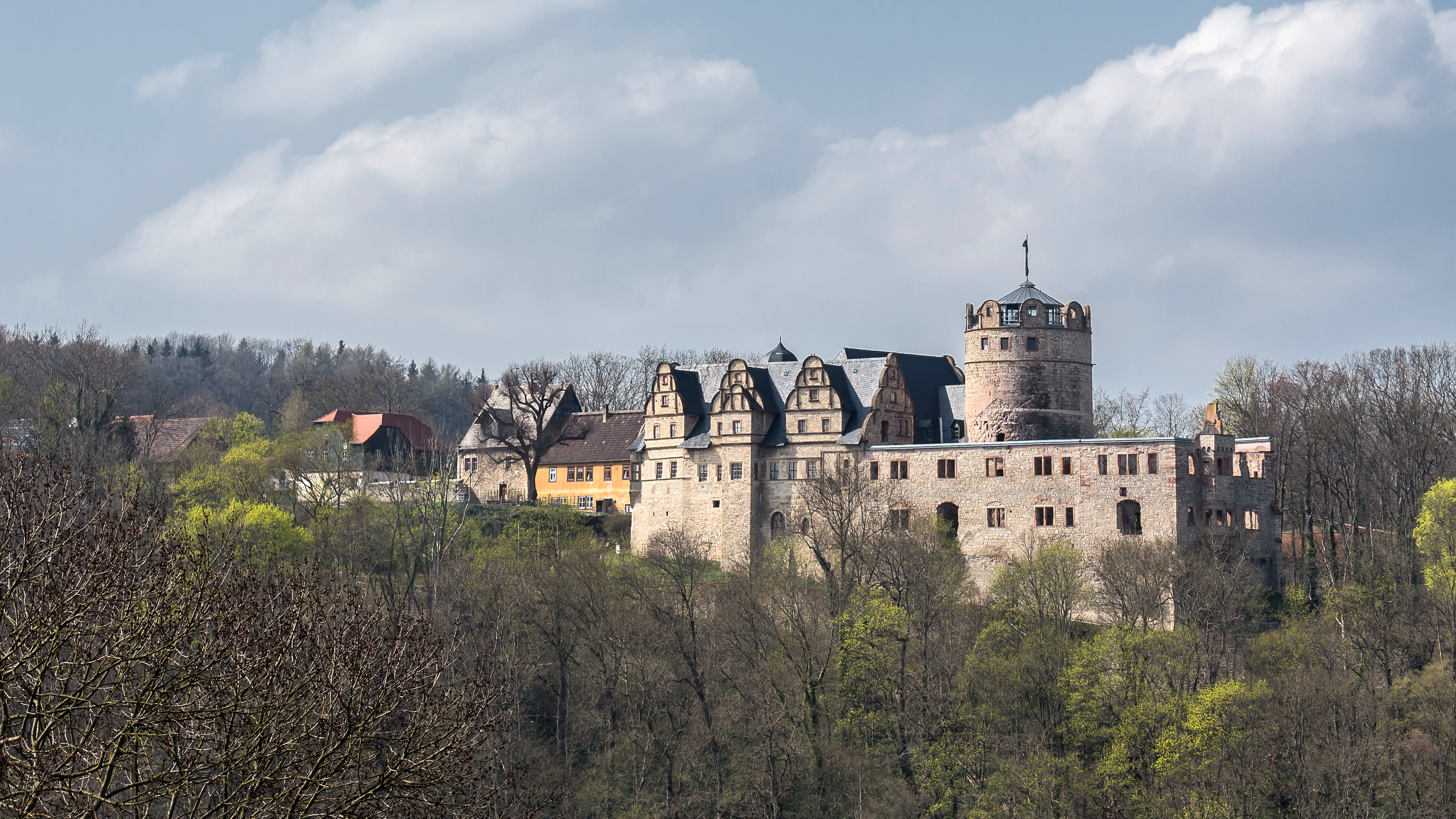
Oberschloss Kranichfeld
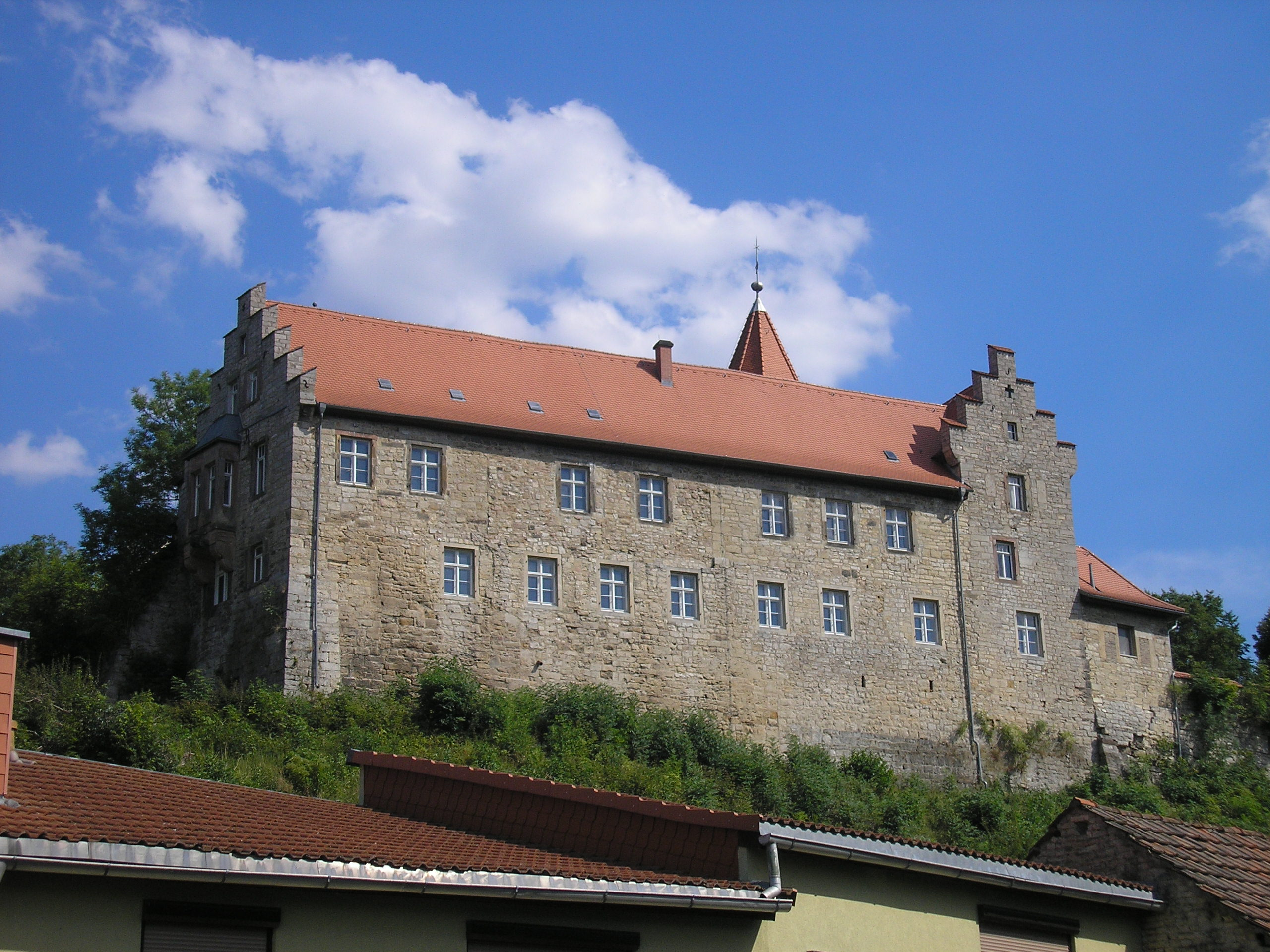
Niederburg Kranichfeld
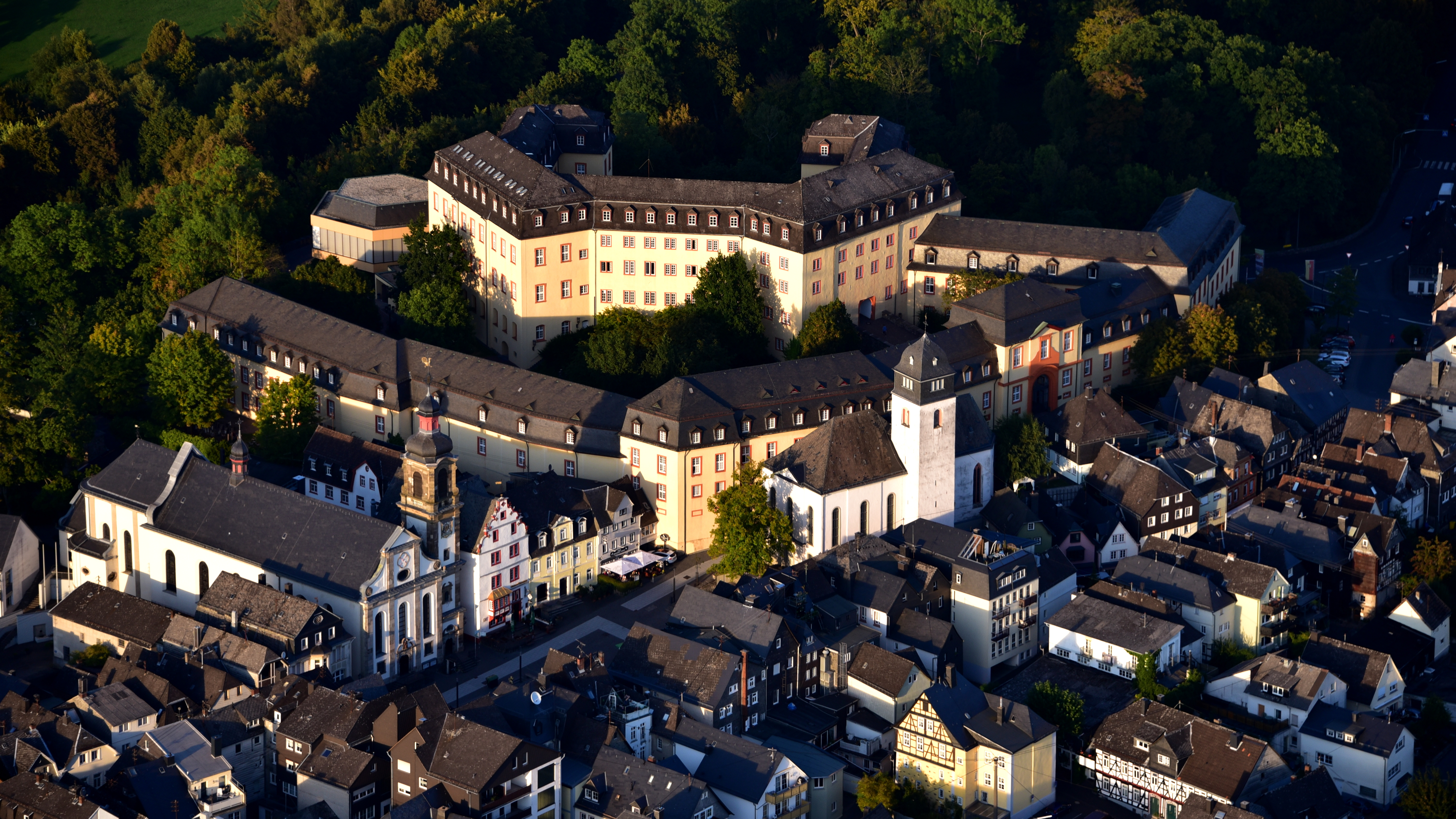
Schloss Hachenburg

## Wappen
Ein Siegel vom Jahre 1351 zeigt auf Schwarz zwei silberne Pfähle und auf dem Helm eine silberne Federkugel. Das silberne Stammwappen hat drei schwarze Pfähle. Der Helm mit Wulst, darauf ein Stulphut der mit einem Federbusch besteckt ist. Das gräfliche Wappen ist geviert, 1 u. 4, auf Silber ein schwarzer gekrönter Löwe (als Zeichen der Grafenwürde für die Burggrafschaft Thüringen), in 2 u. 3 das Stammwappen.

## Sagen und Romane
Ferdinand Köcher: Die Burggrafen von Kirchberg. Verlag Beier & Beran, Langenweißbach 2025, 288 S., ISBN 978-3-910141-15-5 (romanartige Erzählung der Kirchberger Fehde mit der Stadt Erfurt im 14. Jh.)